# Pivní etiketa

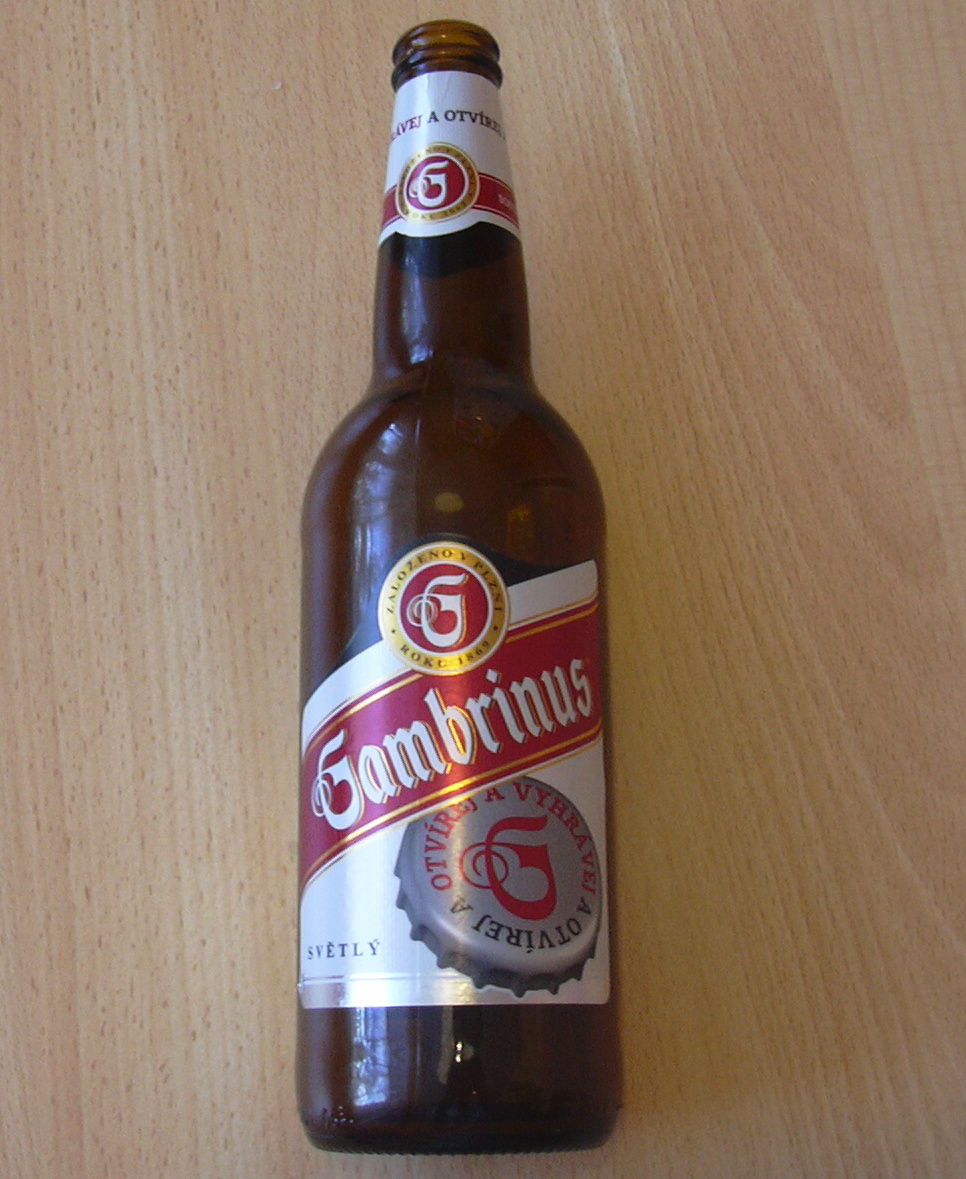
Pivní etikety na lahvi

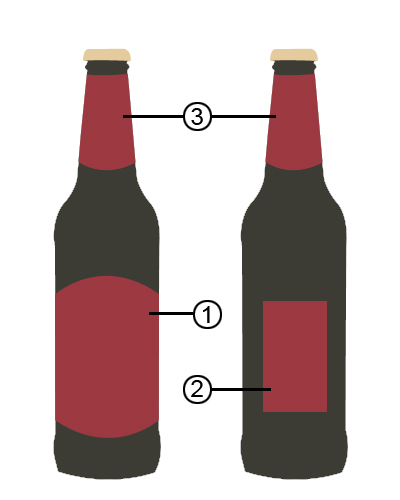
Rozmístění etiket na lahvi 1)Hlavní (břišní) 2)Zadní 3)Krčková

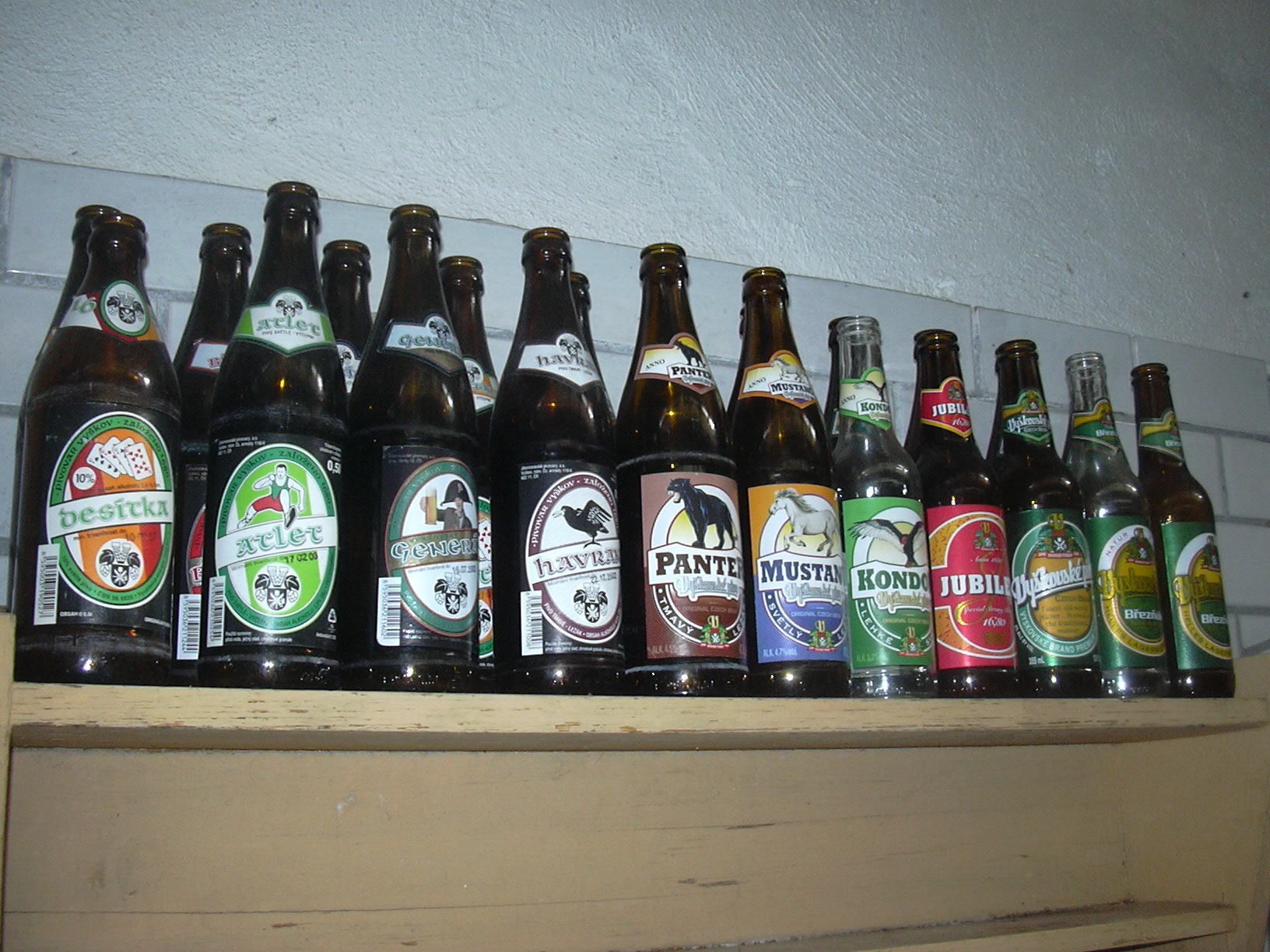
Lahve pro různá piva stejného výrobce

Pivní etiketa je papírová nálepka na skleněné pivní lahvi. Na jediné lahvi může být jedna až tři nálepky. Etiketa identifikuje pivo v lahvi a popisuje jeho význačné vlastnosti.

## Rozmístění etiket
- Přední (břišní) etiketa bývá na lahvi umístěna téměř vždy. (Výjimku tvořila například výroba v ČSSR před rokem 1990.) Obsahuje značku a logo pivovaru, dále označení barvy a druhu piva. Často je tvarovaná do oválu nebo nějakého nepravidelného tvaru.
- Zadní etiketa je obdélníková. Opakuje se na ní značka a logo pivovaru. Jsou zde umístěny údaje o složení, obsahu alkoholu. Zde také bývá adresa pivovaru včetně internetových stránek, čárový kód a obchodní údaje jako objem lahve a doba minimální trvanlivosti.
- Krčková etiketa umístěná pod hrdlem lahve někdy chybí, jde pouze o designový prvek.

## Technické provedení etiket
Jsou to papírové nálepky lepené na skleněnou láhev vodorozpustným lepidlem. Protože skleněné lahve jsou vesměs vratné, je potřeba, aby bylo možné etikety jednoduchým a levným způsobem odstranit. Etikety se odstraňují při mytí louhovou lázní v mycím stroji plnicí linky těsně před opětovným naplněním. Lahve plněné levnými pivy mohou mít jen základní břišní etiketu, která pak obsahuje všechny povinné údaje. Tvarově mohou být etikety zhotoveny jako vysekávané s originálním tvarem nebo naopak jednoduché obdélníkové, takzvaně řezané.

## Údaje na etiketách
- Údaje o objemu obsaženého piva se řídí vyhláškou 324/1997 Sb.
- Údaje o složení a vlastnostech piva se řídí vyhláškou 335/1997 Sb., oddíl 3 PIVO
  - Pivo se dělí na skupiny:
    - světlé
    - polotmavé
    - tmavé
    - řezané

  - Jednotlivé skupiny se dále dělí na podskupiny
    - výčepní
    - ležák
    - speciální
    - porter
    - se sníženým obsahem alkoholu
    - se sníženým obsahem cukrů
    - pšeničné
    - kvasnicové
    - nealkoholické
    - bylinné
    - lehké
    - ovocné

## Další využití etiket
Mimo své původní použití jsou pivní etikety také předmětem sběratelství. Konají se sběratelské burzy s výměnou a prodejem etiket, existují specializované internetové stránky zaměřené na pivní etikety.

## Sběratelé pivních etiket v ČR
Velikost sbírek členů KSK Praha v roce 2021:
etikety celkem (61. sběratelů)
316 000 ks Ing. Václav Honzejk
304 000 ks Petr Langner
150 000 ks Ing. Oldřich Kožuch
etikety Čr a SR (22. sběratelů)
26 863 ks Ladislav Engelthaler
22 700 ks Petr Nahodil
18 235 ks Ing. Bedřich Švehla
Čs. etikety do r. 1948
5 200 ks Ing. Vladimír Steiner
1 200 ks Radim Novák
695 ks Ing Zdeněk Formánek